# Dan Briggs
Dan Briggs es un bajista estadounidense conocido por ser miembro de Between the Buried and me, grupo en el que participa desde el álbum Alaska de 2005.
Cofundó la banda Orbs como guitarrista, junto a la tecladista Ashley Ellyllon (Cradle of Filth, Abigail Williams) y el vocalista y guitarrista Adam Fischer (Fear Before). Su primer álbum fue Asleep Next To Science de 2010 y el 15 de julio de 2016 publicaron su segundo álbum, Past Life Regression, bajo Equal Vision Records. Asimismo es miembro del trío de jazz fusión Trioscapes, formado en 2011.

## Biografía
Briggs se inició en la música muy joven por la enseñanza de su madre, una profesora de música. Primero aprendió saxofón en tercer grado (8-9 años) y guitarra en cuarto grado. Comenzó a interpretar bajo a los 12 años, perteneciendo a conjuntos de jazz y orquestas de su escuela. En noveno grado aprendió contrabajo y en sus estudios superiores asistió a la Edinboro University de Pennsylvania para especializarse en este instrumento y música clásica. Se retiró tras un año y medio para después radicarse en Carolina del Norte con el fin de unirse a BTBAM.
Briggs es vegano y sigue un estilo de vida straight edge. Es un coleccionista de vinilos y discos.

## Estilo e instrumentación
Briggs toca con sus dedos y no utiliza plectro. Al ser originalmente un guitarrista, declara que, en ocasiones, compone el 90% de su música en ella. Desde la escuela secundaria, Dan Briggs utiliza bajos Spector de 5 cuerdas y le incomoda usar otros modelos. En 2011 declaró utilizar un amplificador Sunn 300T a través de un gabinete Ampeg SVT.
Considera a Tony Levin una de sus principales influencias en la composición y a Chris Wolstenholme de Muse en las tonalidades.

## Discografía
| Con Between the Buried and Me - 2005 - Alaska - 2006 - The Anatomy of... - 2007 - Colors - 2008 - Colors Live - 2009 - The Great Misdirect - 2012 - The Parallax II: Future Sequence - 2014 - Future Sequence: Live at the Fidelitorium - 2015 - Coma Ecliptic - 2017 - Coma Ecliptic: Live - 2018 - Automata I - 2018 - Automata II - 2021 - Colors II | Con Orbs - 2010 - Asleep Next to Science - 2016 - Past Life Regression Con Trioscapes - 2012 - Separate Realities - 2014 - Digital Dream Sequence |